# Liste der italienischen Botschafter in den Vereinigten Staaten
Dies ist eine Liste der Botschafter Italiens in den Vereinigten Staaten:
Am 11. April 1861, nach dem Risorgimento, legte der vormalige Bevollmächtigte des Königreiches Sardinien Chevalier Joseph Bertinatti, seine Akkreditierungsurkunde bei der Regierung von Abraham Lincoln vor.

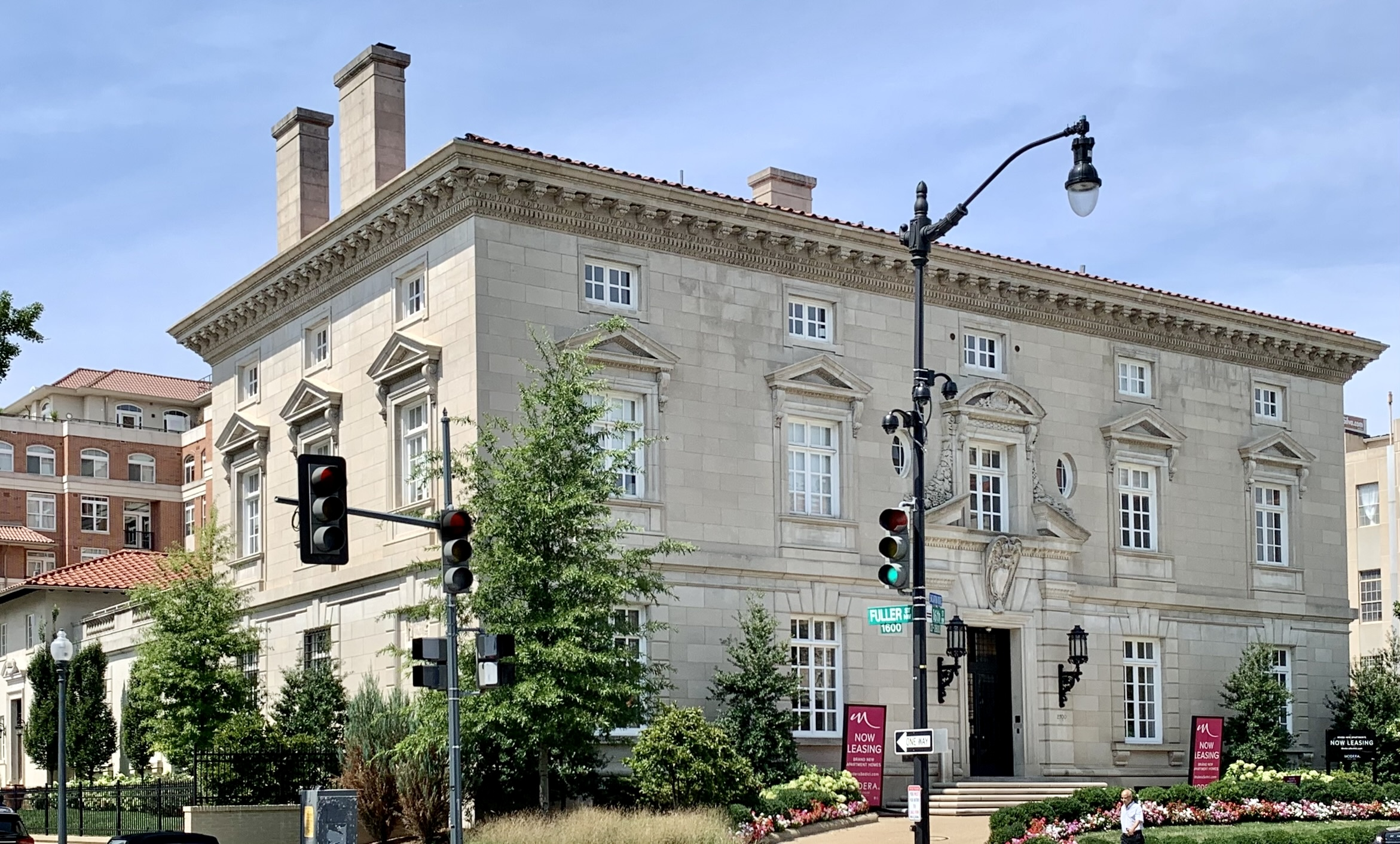
Italienische Botschaft von 1925 bis 2000. 2700 16th Street, NW in Washington, D.C.

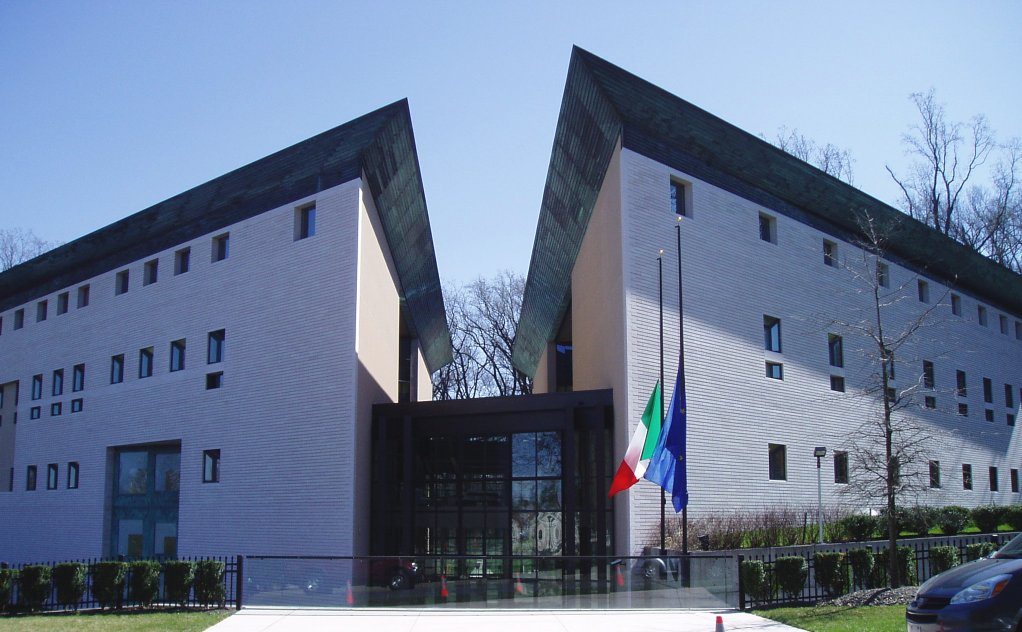
Im Jahr 2000 bezogene neue Botschaftskanzlei in der Embassy Row.

## Botschafter
| Name                               | Besonderheiten | Akkreditiert               | Abberufen     |
| ---------------------------------- | --- | -------------------------- | ------------- |
| Joseph Bertinatti                  | Minister Resident ab 30. Juli 1861 Envoy Extraordinary and Minister Plenipotentiary                                                                             | 11. Apr. 1861              |               |
| Marcello Cerruti                   | | 30. Aug. 1867              |               |
| Luigi Corti                        | 1878 italienischer Außenminister | 13. Mai 1870               |               |
| Alberto Blanc                      | (* 10. November 1835 in Chambéry; † 31. Mai 1904 in Turin) Inspector of prehistoric monuments for Italy                                                         | 12. Nov. 1875              |               |
| Francesco Saverio Fava             | ab 14. Juni 1893 als Ambassador of Italy. Nach dem 11 Italiener am 11. März 1892 in New Orleans gelyncht worden waren, war er ein Jahr abberufen.               | 28. Okt. 1881              |               |
| Edmondo Mayor des Planches         | [ 4 ] | 9. Sep. 1901               |               |
| Cusani Confalonieri                | [ 5 ] | 1. Nov. 1910               |               |
| Vincenzo Macchi di Cellere         | | 12. Okt. 1914              |               |
| Camillo Romano Avezzana            | | 1919                       | 1921          |
| Vittorio Rolandi Ricci             | | 25. Feb. 1921              |               |
| Gelasio Benedetto Anatolio Caetani | (1877 – November 1934) | 29. Dez. 1922              |               |
| Giacomo de Martino                 | | 2. März 1925               |               |
| Augusto Rosso                      | | Sep. 1932                  |               |
| Alberto Rossi Longhi               | Geschäftsträger | 19. Jan. 1933              |               |
| Fulvio Suvich                      | (1887–1980), Staatssekretär im Außenministerium unter Mussolini                                                                                                 | 20. Okt. 1936              |               |
| Fulvio Suvich                      | | 22. März 1939              |               |
| Alberto Tarchiani                  | | 8. März 1945               |               |
| Manlio Giovanni Brosio             | | 3. Feb. 1955               |               |
| Sergio Fenoaltea                   | | 26. Mai 1961               |               |
| Egidio Ortona                      | | 14. Juni 1967              |               |
| Roberto Gaja                       | (1912–1992) | 14. Juni 1975              |               |
| Paolo Pansa Cedronio               | von 1971 bis 1978 stellvertretender NATO-Generalsekretär | 7. Apr. 1978               |               |
| Rinaldo Petrignani                 | von 1978 bis 1981 stellvertretender NATO-Generalsekretär, seit 2002 stellvertretender Präsident der Abteilung internationale Beziehungen bei Boeing für Italien | 10. Juli 198110. Juli 1981 |               |
| Boris Biancheri Chiappori          | | 1. Okt. 1991               |               |
| Ferdinando Salleo                  | | 6. Feb. 1996               |               |
| Sergio Vento                       | | 25. März 2002              |               |
| Giovanni Castellaneta              | | 3. Okt. 2005               |               |
| Giulio Terzi di Sant’Agata         | | 1. Okt. 2009               | 16. Nov. 2011 |
| Claudio Bisogniero                 | | 6. Feb. 2012               |               |
| Armando Varricchio                 | | 2. März 2016               | März 2021     |
| Mariangela Zappia                  | | März 2021                  |               |